# El Web Negre
El Web Negre és una publicació satírica i humorística digital catalana, segueix l'actualitat amb acudits, humor gràfic, caricatures i cròniques informals i sarcàstiques. Fou creat la primavera de l'any 2008, i intenta recuperar l'esperit de la tradició satírica i humorística catalana de títols com El Be Negre o L'Esquella de la Torratxa. L'abril 2012, la publicació va sumar-se al portal digital de cultura catalana Núvol. Dels seus inicis fins al gener 2012 va publicar 58 números.

## Publicacions
- Rescatallats: humor independent contra la crisi - El Web Negre, Barcelona, Angle Editorial, 2012, 144 pàgines, ISBN 978-84-15695-10-3[6]